# Aigrefeuille-sur-Maine
Aigrefeuille-sur-Maine je francouzská obec v departementu Loire-Atlantique v regionu Pays de la Loire. V roce 2010 zde žilo 3 320 obyvatel.

## Vývoj počtu obyvatel
Počet obyvatel 